# Szövetségi kancellár (Ausztria)

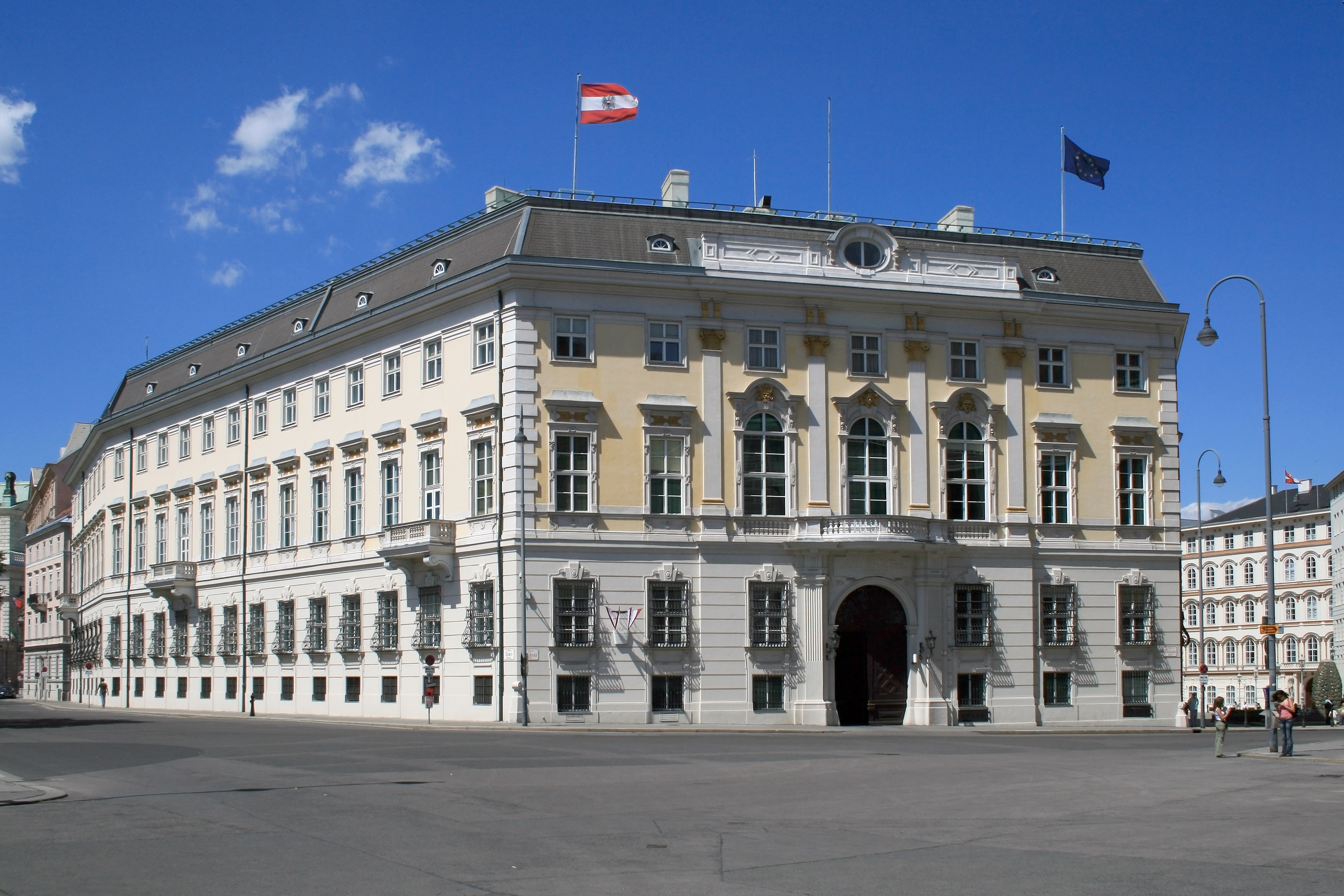
A Szövetségi Kancellári Hivatal a bécsi Ballhaus téren

Az osztrák szövetségi kancellár (németül: Bundeskanzler) az Osztrák Köztársaság kormányának (Szövetségi Kormány, Bundesregierung) vezetője, az ország legnagyobb reálpolitikai hatalommal rendelkező politikusa.

## Alkotmányos jogállás
Az osztrák szövetségi kancellár alkotmányos jogállása a német kancellár jogállásától eltérő. A szövetségi kormány minisztereivel szemben nincsen sem utasítási joga (Weisungsrecht), sem irányelveket meghatározó felhatalmazása (Richtlinienkompetenz). Az osztrák szövetségi alkotmányban (Bundesverfassung) foglaltak szerint jogilag egyenrangú a kabinet többi tagjával, tehát első az egyenlők között (primus inter pares).
A kancellárnak az Osztrák Köztársaság politikai rendszerében elfoglalt helyzete ennek ellenére igen előnyös, mivel joga van bármelyik miniszterének visszahívását javasolni a szövetségi államelnöknél (Bundespräsident). Ezen túlmenően, a legtöbb esetben egyszersmind valamelyik kormányzó párt elnöke is (Vorsitzender), ezáltal személyében különösen jelentős reálpolitikai hatalom összpontosul.
Munkahelye a Szövetségi Kancellária (Bundeskanzleramt), ez Bécs I. kerületében, a Ballhausplatz 2. alatt található.
A tisztséget 2025. március 3. óta Christian Stocker tölti be.

## Kinevezés
Az osztrák szövetségi kancellárt a szövetségi államelnök (Bundespräsident) nevezi ki, aki de jure teljesen szabadon dönthet a kinevezendő személyről, de facto azonban figyelembe kell vennie az osztrák Nemzeti Tanács (Nationalrat) többségi viszonyait. A szövetségi kormány további tagjait a kinevezett szövetségi kancellár javasolja az államelnöknek, kinevezésre.
A felesketés (Angelobung) megtörténte után a szövetségi kormány, és vele a szövetségi kancellár azonnal átveheti az kormányzati ügyeket, az alsóház részéről további megerősítés nem szükséges, de az bármikor visszahívhatja a kormányt, bizalmatlansági indítvány sikeres megszavazása útján.

## Lásd még
- Ausztria kormányfőinek listája